# Edmund Whalen
Edmund James Whalen (ur. 6 lipca 1958 na Staten Island) – amerykański duchowny rzymskokatolicki, biskup pomocniczy Nowego Jorku od 2019.

## Życiorys
Święcenia kapłańskie otrzymał 23 czerwca 1984 i został inkardynowany do archidiecezji Nowy Jork. Był m.in. sekretarzem arcybiskupim, wicerektorem wyższego seminarium, rektorem niższego seminarium, dyrektorem Monsignor Farrell High School oraz wikariuszem biskupim ds. duchowieństwa.
10 października 2019 papież Franciszek mianował go biskupem pomocniczym archidiecezji Nowy Jork i biskupem tytularnym Cemerinianus. Sakry udzielił mu 10 grudnia 2019 kardynał Timothy Dolan.